# 3 Sud Est
3 Sud Est  este o formație românească de muzică pop și dance, formată în data de 17 septembrie 1997. Mihai Budeanu, Laurențiu Duță și Viorel Șipoș sunt membrii formației 3 Sud Est. După 11 ani de activitate, formația s-a desființat în noiembrie 2008, reunindu-se oficial pe 28 februarie 2014 odată cu lansarea unui nou single – ”Emoții”. 3 Sud Est este una dintre cele mai de succes formații românești, membrii ei fiind supranumiți „Regii muzicii dance“. În primii ani de la fondare formația a bătut mai multe recorduri la capitolul de vânzări: 800.000 de casete audio și CD-uri vândute în toată țara. Discul 3 Sud Est, lansat în 1998, a fost vândut în peste 200.000 de exemplare pe casetă audio, și în 6.000 de exemplare pe CD. Printre cele mai cunoscute melodii ale formației se numără „Ai plecat“, piesa prin care și-au definit stilul caracteristic, „De ziua ta”, dar și „Amintirile“, cea mai de succes piesă a celor trei.

## Componență
Mihai Budeanu
- 28 februarie 2014 - prezent
- 8 iunie 2012 - Reunire pentru mini recital la Romanian Music Awards 2012, Craiova, Piața Mihai Viteazul)
- 17 septembrie 1997 - noiembrie 2008

Laurențiu Duță
- 28 februarie 2014 - prezent
- 8 iunie 2012 - Reunire pentru mini recital la Romanian Music Awards 2012, Craiova, Piața Mihai Viteazul)
- 17 septembrie 1997 - noiembrie 2008

Viorel Șipoș
- 28 februarie 2014 - prezent
- 8 iunie 2012 - Reunire pentru mini recital la Romanian Music Awards 2012, Craiova, Piața Mihai Viteazul)
- 17 septembrie 1997 - noiembrie 2008

## 3SE Live Band, Manager, Echipa tehnică
Rolando Vasilescu
- Manager (Februarie 2014 - prezent) 1ArtistMusic
- Manager Laurențiu Duță (Noiembrie 2008 - prezent)

Narcis Chiamil
- Baterie & percuție (Februarie 2014 - Prezent)
- Percuție (8 Iunie 2012 - Reunire pentru mini recital la Romanian Music Awards 2012, Craiova, Piața Mihai Viteazul)
- NRS Percussionist

Daris Mangal
- Chitară (Februarie 2014 - prezent)
- Chitară (8 Iunie 2012 - Reunire pentru mini recital la Romanian Music Awards 2012, Craiova, Piața Mihai Viteazul)

Ștefan Crăciun
- Bas (Decembrie 2019 - prezent)

Remus Boranda
- Pian (Iulie 2019 - prezent)

Sergiu Buta
- Tehnic (Februarie 2014 - prezent)

Marius Mateș;
- Manager (Ianuarie 1998 - Noiembrie 2008)

George Călin
- Pian / Keyboards (1999, 2002, Februarie 2014-2015)
- Pian / Keyboards - Laurențiu Duță Live Band (Noiembrie 2008 - Februarie 2014)

Cristian Bageac
- Pian / Keyboards (2015 - iulie 2019)

Mihai Ursu "Stuwie"
- Bas (Aprilie 2014 - Decembrie 2019)

Alexandru Moraru
- Bas (Iulie 2017 - Decembrie 2019)

## Discografia 3 SUD EST
3rei Sud Est (Lansare 26 Mai 1998)
- Listă piese AICI
- Ascultă albumul pe YouTube AICI
- Ascultă albumul pe Spotify AICI
- Casa de discuri: Cat Music
- Suport: CD și Casetă
- Material audio de tip <LP>

Mix (Lansare Decembrie 1998)
- Casa de discuri: Cat Music
- Suport: CD și Casetă
- Material de tip <Maxi-Single>
- Ascultă albumul pe YouTube AICI
- Ascultă albumul pe Spotify AICI

Visul Meu (Lansare Mai 1999)
- Casa de discuri: Cat Music
- Suport: CD și Casetă
- Material audio de tip <LP>
- Ascultă albumul AICI

Visul Meu (Re-editat) - (Lansare Iulie 1999)
- Casa de discuri: Cat Music
- Suport: CD și Casetă
- Material audio de tip <LP>
- Ascultă albumul AICI

Visul Meu (Re-editat) + 3 Sud Est (Lansare August? 1999)
- Casa de discuri: Cat Music
- Suport: CD
- Material audio de tip <LP> + <LP>
- Ascultă albumul AICI
- Acest material a fost lansat în ediție limitată - Dublu CD

Mileniul III (Lansare 17 Decembrie 1999)
- Casa de discuri: Cat Music
- Suport: CD și Casetă
- Material audio de tip <EP>
- Ascultă albumul AICI

Mileniul III + Mix (Lansare Decembrie 1999)
- Casa de discuri: Cat Music
- Suport: CD
- Material audio de tip <EP> + <Maxi-Single>
- Ascultă albumul AICI
- Acest material a fost lansat în ediție limitată - Dublu CD

Îmi Plac Ochii Tăi (Lansare 6 Iulie 2000)
- Casa de discuri: Cat Music
- Suport: CD și Casetă
- Material audio de tip <EP>
- Ascultă albumul AICI

Îmi Plac Ochii Tăi + Visul meu (Lansare Iulie 2000)
- Casa de discuri: Cat Music
- Suport: CD <Dublu CD>
- Material audio de tip <EP> + <LP>
- Ascultă albumul AICI

Discul (Lansare 11 Octombrie 2000)
- Casa de discuri: Cat Music
- Suport: CD
- Material audio de tip <EP>
- Ascultă albumul AICI
- Disc promoțional distribuit exclusiv cu 3rei Sud Est CARTEA

Îmi Plac Ochii Tăi (Re-editat) - (Lansare octombrie 2000)
- Casa de discuri: Cat Music
- Suport: CD și Casetă
- Material audio de tip <EP>
- Ascultă albumul AICI
- Această versiune includea melodia "Te aștept să vii" iar ordinea pieselor diferă

Te Voi Pierde (Lansare aprilie 2001)
- Casa de discuri: Cat Music
- Suport: CD și Casetă
- Material de tip <Maxi-Single>
- Ascultă albumul AICI

Sentimental (Lansare 14 Iulie 2001)
- Casa de discuri: Cat Music
- Suport: CD și Casetă
- Material audio de tip <LP>
- Ascultă albumul AICI

Compilația "Starurile dance vă colindă" (Lansare Decembrie 2001)
- Casa de discuri: Music & Music
- Suport: CD și Casetă
- Material audio de tip <EP>
- Ascultă albumul AICI
- Compilație lansată alături de: Minodora, Blondy, N&D, Sweet Kiss, Alina Sorescu, George Călin

Top (Lansare Mai 2002)
- Casa de discuri: Music & Music
- Suport: CD și Casetă
- Material audio de tip <EP>
- Ascultă albumul AICI

Turneul Muzica Antidrog - LIVE (Lansare 2002)
- Casa de discuri: Music & Music
- Suport: CD și Casetă
- Material audio de tip <LP>
- Ascultă albumul AICI
- Album lansat împreună cu Animal X si Cristiana Răduță

Symbol (Lansare Noiembrie 2003)
- Casa de discuri: Music & Music
- Suport: CD și Casetă
- Material audio de tip <LP>
- Ascultă albumul AICI

Cu Capu-n Nori (Lansare 8 Iunie 2005)
- Casa de discuri: Cat Music
- Suport: CD și Casetă
- Material audio de tip <LP>
- Ascultă albumul AICI

Iubire (Lansare 4 Decembrie 2006)
- Casa de discuri: Cat Music
- Suport: CD și Casetă
- Material audio de tip <LP>
- Ascultă albumul AICI
- Parteneri media: Kiss TV si Kiss FM

Best Of 1997-2007 (Lansare Noiembrie 2007)
- Casa de discuri: Cat Music
- Suport: CD+DVD
- Material audio de tip <LP>
- Ascultă albumul AICI, Vizionează DVD-ul AICI
- CD-ul conține noul single "Vorbe care dor"
- DVD-ul nu conține videoclipul "Vorbe care dor")

Best Of 1997-2007 - Ediție De Lux (Lansare Ianuarie 2008)
- Casa de discuri: Cat Music
- Suport: CD+DVD
- Material audio de tip <LP>
- Ascultă albumul AICI, Vizionează DVD-ul AICI
- CD-ul conține noul single "Vorbe care dor"
- DVD-ul conține videoclipul "Vorbe care dor"

Best Of - Ediție Specială (Lansare 9 Mai 2014)
- Casa de discuri: Cat Music (CatMusic.ro) / 1ArtistMusic
- Suport: CD
- Material audio de tip <LP>
- Ascultă albumul AICI
- Albumul conține noul single "Emoții" (ce marchează revenirea după 6 ani) și a fost lansat cu ocazia concertului de revenire de la Sala Palatului din data de 9 Mai 2014, unde au fost prezenti 4000 de oameni

Best Of - 20 De Ani (Lansare 2017)
- Casa de discuri: Cat Music / 1ArtistMusic
- Suport: CD
- Material audio de tip <LP>
- Ascultă albumul AICI

Epic (Lansare Februarie 2018)
- Casa de discuri: Cat Music / 1ArtistMusic
- Suport: CD
- Material audio de tip <LP>
- Ascultă albumul AICI
- Albumul conține 11 piese dintre care 8 beneficiază de videoclip (vezi ordinea lansării AICI Arhivat în 20 iunie 2021, la Wayback Machine.) iar 3 ("Adio", "Tic Tac" si "Epic") au fost lansate ca single-uri, "Doar una" fiind singura care nu a beneficiat de expunere radio si tv, dar interpretata în concertele live

Focul (Lansare 31 Ianuarie 2019)
- Casa de discuri: Cat Music (CatMusic.ro) / 1ArtistMusic (1ArtistMusic pe YouTube, 1ArtistMusic pe Twitter)
- Single + Videoclip [vezi video AICI]

Prietenia (Lansare 16 Septembrie 2020)
- Casa de discuri: Cat Music (CatMusic.ro) / 1ArtistMusic (1ArtistMusic pe YouTube, 1ArtistMusic pe Twitter)
- Single + Videoclip (vezi video AICI)

Valuri (Lansare 10 Iulie 2020)
- Casa de discuri: Cat Music (CatMusic.ro) / 1ArtistMusic (1ArtistMusic pe YouTube, 1ArtistMusic pe Twitter)
- Suport: exclusiv online
- Material de tip <Maxi-Single>
- Single + Videoclip [vezi video AICI]
- Noul single a beneficiat de următoarele remix-uri lansate oficial online:
- Valuri (Addictive + Zyqs + Noisebass Remix) - Lansare: 9 August 2020
- Valuri (Remix by DJ Razz - Răzvan Georgescu) - Lansare: 12 August 2020
- Valuri (Adrian Funk x OLiX Remix) - Lansare: 14 August 2020

Jumătatea Mea Mai Bună (cu Andra) - (Lansare 19 Martie 2021)
- Casa de discuri: AndraRecords / Cat Music (CatMusic.ro) / Media Pro Music / 1ArtistMusic (1ArtistMusic pe YouTube, 1ArtistMusic pe Twitter)
- Single + Videoclip (vezi video AICI)
- Alexandra Irina Măruță (n. Alexandra Irina Mihai) - andra.ro - Andra pe YouTube

## Videoclipuri 3 Sud Est
Ai plecat (Decembrie 1997)
- Videoclip lansat în Decembrie 1997 și filmat în Studiourile TVR
- Single lansat la radiouri in Septembrie 1997
- Piesa a apărut pentru prima data în format fizic (CD si Caseta) pe Compilația Fanatici (The Romanian Techno 2) lansată în 1998, înaintea lansării primului album 3 Sud Est.
- Regie: TVR

3SE (Mai 1998)
- Videoclip lansat în Mai 1998 și realizat în Studiourile Atomic TV
- A fost primul videoclip difuzat de proaspătul post muzical de televiziune Atomic TV
- Piesa este inclusă pe primul album 3 Sud Est și beneficiază de două remix-uri incluse pe EP-ul MIX
- Remix-ul 3SE (DJ Phantom's Club Mix) a fost inclus și pe Compilația Petrecerea ...Și Mai Fanatici lansată în 1998 în format CD și Casetă

Amintirile (17 Decembrie 1999)
- Videoclipul a fost lansat în data de 17 Decembrie 1999 și este primul realizat profesionist
- Este primul videoclip din Romania al unei formații de muzică dance însoțită de trupă de dansatori (Sud Est Style)
- Piesa face parte de pe EP-ul Mileniul III
- Este prima piesa compusă și înregistrată în Studioul Sud Est Production, proaspăt deschis în Septembrie 1999
- Regie: Cătălin Pătru

Te Plac (Martie? 2000)
- Piesa face parte de pe EP-ul "Mileniul III"
- Regie: Cătălin Pătru

Vreau să te uit (Iulie? 2000)
- Videoclip lansat în Iulie 2000)
- Piesa face parte de pe EP-ul "Îmi plac ochii tăi"
- Regie: Tudor Giurgiu

Te aștept să vii (11 Octombrie 2000)
- Videoclip lansat în data de 11 Octombrie 2000
- Piesa face parte de pe EP-ul "Discul" (distribuit exclusiv cu 3 Sud Est CARTEA), ulterior inclusă pe EP-ul Re-editat "Îmi plac ochii tăi"
- Regie: Tudor Giurgiu

Remember Me (11 Octombrie 2000)
- Videoclip lansat în data de 11 Octombrie 2000
- Este versiunea în engleza a piesei "Te aștept să vii" și face parte de pe Maxi-Single-ul "Te voi pierde"
- Regie: Tudor Giurgiu

Te voi pierde (Aprilie 2001)
- Videoclip lansat în Aprilie 2001
- Piesă inclusă întâi pe EP-ul "Te voi pierde" ulterior pe LP-ul "Sentimental"
- Regie: https://www.linkedin.com/in/petre-nastase-7bab7581/?originalSubdomain=ro

N-ai avut curaj (Iunie? 2001)
- Videoclip lansat în Iunie? 2001
- Piesa face parte de pe LP-ul "Sentimental"
- Regie: Constantin Titineanu, Cristian Broască

Când soarele răsare (Septembrie? 2001)
- Videoclip lansat in Septembrie? 2001)
- Piesa face parte de pe LP-ul "Sentimental"
- Regie: Constantin Titineanu, Cristian Broască

De dorul tău (Mai 2002)
- Videoclip lansat in Mai 2002
- Piesa face parte de pe EP-ul "Top" si este prima promovata cu videoclip, a doua promovata fara videoclip fiind "La capat de drum"
- Regie: Constantin Titineanu, Cristian Broască

Muzica Antidrog cu Animal X și Cristiana Răduță (Mai? 2002)
- Videoclip lansat în Mai? 2002
- Piesa este imnul Turneului, însă varianta de studio nu apare pe LP-ul "Muzica Antidrog - Live"

Clipe cu Adela Popescu (Noiembrie 2003)
- Videoclip lansat in Noiembrie 2003
- Piesa face parte de pe LP-ul "Symbol"
- Regie: vimeo.com/andreeapaduraru

Poveste de dragoste (Iunie? 2004)
- Videoclip lansat in Iunie? 2004
- Piesa face parte de pe LP-ul "Symbol"
- Regie: Regie: Marian Crișan

Se-așterne toamna (Septembrie? 2004)
- Videoclip lansat în Septembrie? 2004
- Piesa face parte de pe LP-ul "Symbol"
- Regie: Vast Animation, Ștefan Buzea

Cu capu-n nori (Iunie 2005)
- Videoclip lansat în Iunie 2005
- Piesa face parte de pe LP-ul "Cu capu-n nori"
- Regie: https://www.imdb.com/name/nm3147991/

Alături de îngeri (Decembrie 2005)
- Videoclip lansat in Decembrie 2005
- Piesa face parte de pe LP-ul "Cu capu-n nori"
- Regie: Marian Crișan

Iubire (Octombrie? 2006)
- Videoclip lansat în Octombrie? 2006
- Piesa face parte de pe LP-ul "Iubire"
- Regizor: https://www.imdb.com/name/nm3147991/

Oh Baby (Octombrie? 2006)
- Videoclip lansat în Octombrie? 2006
- Este versiunea in engleza a piesei "Iubire" si face parte de pe LP-ul "Iubire"
- Regie: https://www.imdb.com/name/nm3147991/

N-ai crezut în mine (Februarie? 2007)
- Videoclip lansat în Februarie? 2007
- Piesa face parte de pe LP-ul "Iubire"
- Regie: https://www.imdb.com/name/nm3147991/

Vorbe care dor (Noiembrie 2007)
- Videoclip lansat in Noiembrie 2007
- Piesa face parte de pe LP-ul "Best Of 1997-2007"
- Regie: https://www.imdb.com/name/nm3147991/

Emoții (27 Martie 2014)
- Videoclip lansat în data de 27 Martie 2014
- Single lansat in data de 28 Februarie 2014
- Piesa face parte de pe LP-ul "Best Of - Ediție specială"
- Regie: https://www.linkedin.com/in/slava-sirbu-966ba6115/?originalSubdomain=ro

CONCERT LIVE LA SALA PALATULUI (09 Mai 2014)
- Concertul reprezintă revenirea după 6 ani alături de 4000 de oameni prezenți la Sala Palatului

Liberi (21 Octombrie 2014)
- Single + Videoclip lansat în data de 21 Octombrie 2014
- Piesa face parte de pe LP-ul "Epic"
- Regie: https://www.linkedin.com/in/dan-petcan-b349403b/?originalSubdomain=ro

Mai stai (cu Inna) - (28 Aprilie 2015)
- Single + Videoclip lansat în data de 28 Aprilie 2015
- Piesa face parte de pe LP-ul "Epic"
- Regie: Bogdan Daragiu

Cine ești? (6 Decembrie 2016)
- Single + Videoclip lansat în data de 6 Decembrie 2016)
- Piesa face parte de pe LP-ul "Epic"
- Regie: https://www.linkedin.com/in/dan-petcan-b349403b/?originalSubdomain=ro

Am dat tot (30 Iunie 2017)
- Single + Videoclip lansat în data de 30 Iunie 2017
- Piesa face parte de pe LP-ul "Epic"
- Regie: https://www.linkedin.com/in/dan-petcan-b349403b/?originalSubdomain=ro

Stele (6 Decembrie 2017)
- Single + Videoclip lansat în data de 6 Decembrie 2017
- Piesa face parte de pe LP-ul "Epic"
- Regie: https://www.linkedin.com/in/dan-petcan-b349403b/?originalSubdomain=ro

Dansăm în ploaie (16 Mai 2018)
- Single + Videoclip lansat în data de 16 Mai 2018
- Piesa face parte de pe LP-ul "Epic"
- Regie: Liviu Vicol

Focul (31 Ianuarie 2019)
- Single + Videoclip lansat în data de 31 Ianuarie 2019
- Regie: Iura Luncașu

Prietenia (16 Septembrie 2019)
- Single + Videoclip lansat în data de 16 Septembrie 2019
- Piesă lansată cu o zi înaintea aniversării celor 22 de ani
- Regizor: Iura Luncașu

Valuri (10 Iulie 2020)
- Single + Videoclip lansat în data de 10 Iulie 2020
- Piesa beneficiază de 3 remix-uri lansate oficial si exclusiv online
- Regie: Iura Luncașu

Jumătatea mea mai bună (cu Andra) - (19 Martie 2021)
- Single + Videoclip lansat în data de 19 Martie 2021
- În Romania, piesa a ajuns instant #1 în trending pe YouTube
- Regie: Bogdan Păun

De-ar vorbi inima - (21 Ianuarie 2022)